# Dicksonia squarrosa
Dicksonia squarrosa är en ormbunkeart som först beskrevs av Georg Forster, och fick sitt nu gällande namn av Olof Peter Swartz. Dicksonia squarrosa ingår i släktet Dicksonia och familjen Dicksoniaceae. Inga underarter finns listade.

## Bildgalleri

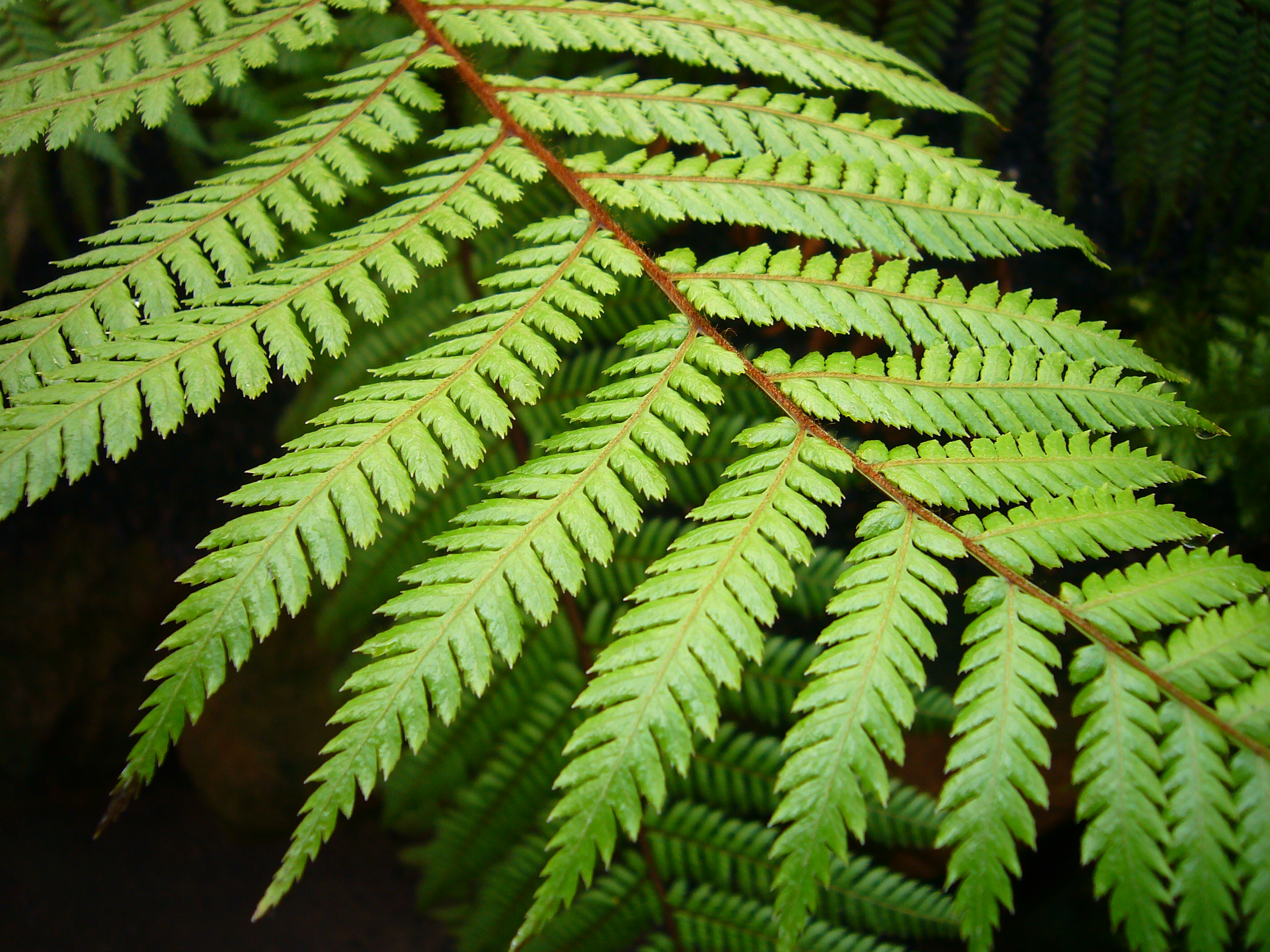